# ديسوتو باورماستر
ديسوتو باورماستر هي سيارة من إنتاج وصنع شركة ديسوتو فترة سنوات من 1952 إلى 1954. ظهرت السيارة لأول مرة في الذكرى الخمس وعشرون سنة للشركة.